# Leptopyrgota
Leptopyrgota är ett släkte av tvåvingar. Leptopyrgota ingår i familjen Pyrgotidae.

## Dottertaxa tillLeptopyrgota, i alfabetisk ordning[1]
- Leptopyrgota accolens
- Leptopyrgota albitarsis
- Leptopyrgota amplipennis
- Leptopyrgota andrei
- Leptopyrgota annulipes
- Leptopyrgota apilosa
- Leptopyrgota apposita
- Leptopyrgota brevipennis
- Leptopyrgota caelifera
- Leptopyrgota celeriuscula
- Leptopyrgota cocta
- Leptopyrgota definienda
- Leptopyrgota ensifera
- Leptopyrgota fibulata
- Leptopyrgota flavipes
- Leptopyrgota gracilenta
- Leptopyrgota hesterna
- Leptopyrgota isabelae
- Leptopyrgota juniae
- Leptopyrgota lenkoi
- Leptopyrgota liae
- Leptopyrgota marci
- Leptopyrgota mehelyi
- Leptopyrgota minensis
- Leptopyrgota minuta
- Leptopyrgota nigrifrons
- Leptopyrgota pulchra
- Leptopyrgota quarens
- Leptopyrgota sahlbergiana
- Leptopyrgota sarae
- Leptopyrgota tibialis
- Leptopyrgota undulata